# LocLoods 1877 (Bad Nieuweschans)

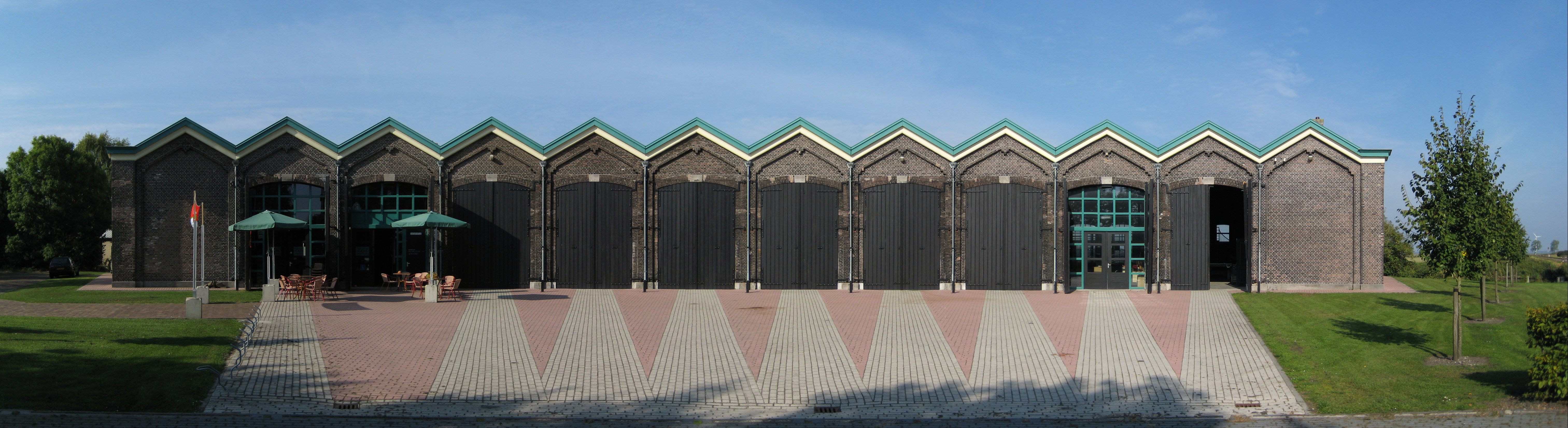
De oude locloods in 2008

LocLoods 1877 is een voormalige locomotiefloods van de Staatsspoorwegen in Bad Nieuweschans in de Nederlandse provincie Groningen.

## Geschiedenis
De loods is gelegen in Oudezijl bij het station Bad Nieuweschans, waar de spoorlijn Harlingen - Nieuwe Schans en de spoorlijn Ihrhove - Nieuweschans in elkaar overgaan. Deze polygonale locomotiefloods bood bij gereedkoming in 1877 plaats aan acht stoomlocomotieven en werd later uitgebreid voor twaalf. Elke locomotief kon worden gestald in zijn eigen bakstenen segment met zadeldak en aan zowel voor- als achterzijde een topgevel. Hoewel alle segmenten rechte muren hebben, wekt de schakeling van de segmenten aan elkaar de indruk van een halve cirkel. De sporen vanuit elk segment kwamen aan de voorzijde van de loods samen op een draaischijf. De dakconstructie wordt gekenmerkt door zeshoekige kolommen van gietijzer, die de kapspanten ondersteunen. 
In 1917 nam het fusiebedrijf Nederlandse Spoorwegen de exploitatie, railinfrastructuur en gebouwen, inclusief de locomotiefloods, over van de Staatsspoorwegen. In 1935 werd de loods buiten gebruik gesteld. Van 1948 tot 1980 diende het pand als busgarage van het streekvervoerbedrijf GADO, een dochteronderneming van de NS. Van 1984 tot 1998 werd het grootste deel van de loods gebruikt als graanopslagplaats door de Noordelijke Graanhandel. In 1996 werd het gebouw opgenomen in een reeks van industrieel erfgoed in de provincie Groningen. 
In 1999 werd de toenmalige gemeente Reiderland eigenaar van de locomotiefloods, die in 2001 rijksmonument werd. Een jaar later kwam de loods in het bezit van de Stichting DBF, die het gebouw restaureerde en een culturele bestemming gaf. In april 2004 werd het pand officieel in gebruik genomen. Er waren onder meer horeca, kunstmuseum en een 'legostenen'-museum gevestigd. Ook bevond zich hier het Archeologisch Informatiepunt Dollardboezem (2010). 
Sinds 2019 was de Stichting Graanrepubliek 2.0 eigenaar, die 'graangerelateerde' streekproducten vervaardigt en een winkel, terras en horeca met evenementenruimte exploiteert. De Stichting vroeg in 2024 faillissement aan.